# Olimpiada szachowa 1957
Olimpiada szachowa 1957 rozegrana została w Emmen w dniach 2 – 21 września 1957 roku.

## 1. olimpiada szachowa kobiet
Wyniki końcowe finałów A i B (21 drużyn, eliminacje w trzech grupach + trzy finały, system kołowy).
| Miejsce          | Kraj       | Punkty |
| ---------------- | ---------- | ------ |
| Finał A (8 rund) |            |        |
| 1                | ZSRR       | 10½    |
| 2                | Rumunia    | 10½    |
| 3                | NRD        | 10     |
| 4                | Węgry      | 8½     |
| 5                | Bułgaria   | 8      |
| 6                | Jugosławia | 7½     |
| 7                | Anglia     | 7      |
| 8                | RFN        | 6      |
| 9                | Holandia   | 4      |

| Miejsce          | Kraj              | Punkty |
| ---------------- | ----------------- | ------ |
| Finał B (5 rund) |                   |        |
| 10               | Stany Zjednoczone | 8      |
| 11               | Czechosłowacja    | 8      |
| 12               | Polska            | 7½     |
| 13               | Dania             | 4½     |
| 14               | Irlandia          | 1      |
| 15               | Szkocja           | 1      |

| Miejsce | Medalistki + skład reprezentacji Polski  |
| ------- | ---------------------------------------- |
| 1       | Olga Rubcowa, Kira Zworykina             |
| 2       | Maria Pogorevici, Margareta Teodorescu   |
| 3       | Edith Keller-Herrmann, Ursula Altrichter |
|         | Krystyna Hołuj, Mirosława Litmanowicz    |